# Curtiss A-8
Curtiss A-8 là một loại máy bay cường kích của Hoa Kỳ, do hãng Curtiss chế tạo.

## Biến thể

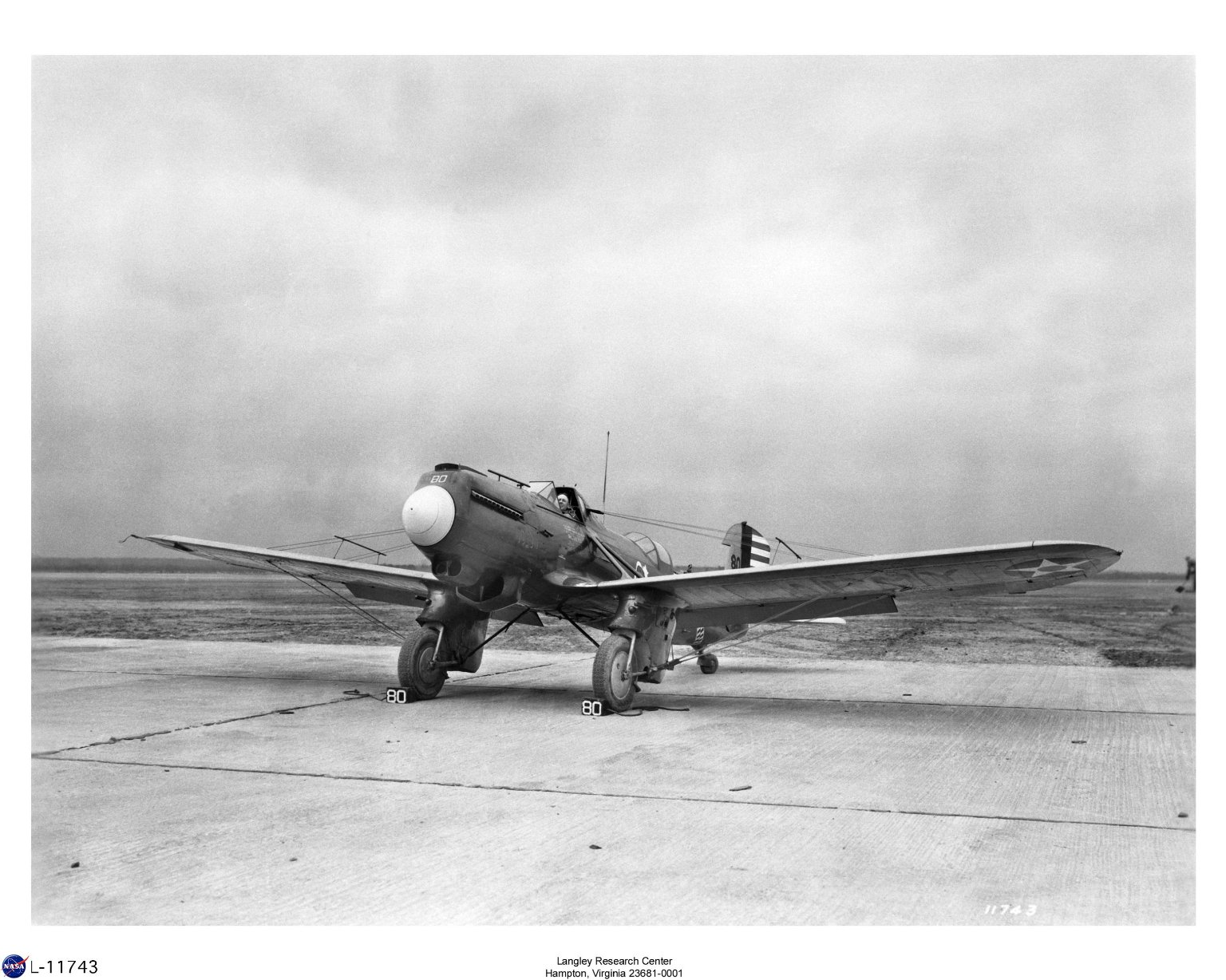
Curtiss YA-8 Shrike

XA-8
YA-8
Y1A-8
A-8
Y1A-8A
A-8A
A-8B

## Quốc gia sử dụng
United States
- Quân đoàn Không quân Lục quân Hoa Kỳ

## Tính năng kỹ chiến thuật (YA-8)
Dữ liệu lấy từ Curtiss Aircraft 1907–1947
Đặc điểm tổng quát
- Kíp lái: 2
- Chiều dài: 32 ft 0 in (9,76 m)
- Sải cánh: 44 ft 0 in (13,41 m)
- Chiều cao: 9 ft 0 in (2,74 m)
- Diện tích cánh: 256 sq ft (23,78 m²)
- Trọng lượng rỗng: 3.910 lb (1.777 kg)
- Trọng lượng có tải: 5.888 lb (2.676 kg)
- Động cơ: 1 × Curtiss V-1570-31 Conqueror, 600 hp (447 kW)

 Hiệu suất bay 
- Vận tốc cực đại: 183 mph (159 knot, 295 km/h)
- Vận tốc hành trình: 153 mph (133 knot, 246 km/h)
- Tầm bay: 480 mi (417 hải lý, 773 km)
- Trần bay: 18.100 ft (5.500 m)
- Vận tốc lên cao: 1.325 ft/phút (6,7 m/s)

Trang bị vũ khí

- Súng: 

  - 4 × Súng máy M1919 Browning 0.3 in (7,62 mm)
  - 1 × súng máy 0.3 in (7,62 mm)
- Bom: 4 × quả bom 100 lb (45 kg)[2] or up to 10 × 30 lb (13.6 kg) fragmentation bombs in fuselage chutes either side of the main fuel tank[1]